# 黃國用 (正德進士)
黃國用，江西庐陵人，明朝政治人物、同進士出身。

## 生平
正德二年（1507年）丁卯科江西乡试举人，九年（1514年）甲戌科進士，授扬州府推官，选授監察御史。嘉靖二年（1523年）十一月，因劉最被貶廣德州判官，路徑時任長蘆巡鹽御史黃國用的管轄區，黃國用用复遣纸牌送行，違背慣例，被東廠舉報，下詔獄，貶為極邊雜職，为莲塘驿丞。當時刑部和言官論救，均不被批准。嘉靖八年，桂萼等舉薦其酌量推用，后官至贵州提学佥事。